# Equacions d'Euler (dinàmica de fluids)

Flux al voltant d'una ala. Aquest flux incompressible satisfà les equacions d'Euler.

En dinàmica de fluids, les equacions d'Euler són un conjunt d'equacions diferencials parcials que governen el flux adiabàtic i no viscós. Porten el nom de Leonhard Euler. En particular, corresponen a les equacions de Navier-Stokes amb viscositat zero i conductivitat tèrmica zero.
Les equacions d'Euler es poden aplicar a fluxos incompressibles i compressibles. Les equacions d'Euler incompressibles consisteixen en les equacions de Cauchy per a la conservació de la massa i el balanç de la quantitat de moviment, juntament amb la condició d'incompressibilitat que la velocitat del flux no tingui divergència. Les equacions d'Euler compressibles consisteixen en equacions per a la conservació de la massa, el balanç de la quantitat de moviment i el balanç d'energia, juntament amb una equació constitutiva adequada per a la densitat d'energia específica del fluid. Històricament, Euler només va derivar les equacions de conservació de la massa i el balanç de la quantitat de moviment. Tanmateix, la literatura sobre dinàmica de fluids sovint es refereix al conjunt complet d'equacions d'Euler compressibles, inclosa l'equació d'energia, com a "les equacions d'Euler compressibles".
Els caràcters matemàtics de les equacions d'Euler incompressibles i compressibles són força diferents. Per a una densitat de fluid constant, les equacions incompressibles es poden escriure com una equació d'advecció quasilineal per a la velocitat del fluid juntament amb una equació de Poisson el·líptica per a la pressió. D'altra banda, les equacions d'Euler compressibles formen un sistema hiperbòlic quasilineal d'equacions de conservació.
Les equacions d'Euler es poden formular en una "forma convectiva" (també anomenada "forma lagrangiana") o una "forma de conservació" (també anomenada "forma euleriana"). La forma convectiva emfatitza els canvis d'estat en un marc de referència que es mou amb el fluid. La forma de conservació emfatitza la interpretació matemàtica de les equacions com a equacions de conservació per a un volum de control fix a l'espai (cosa útil des d'un punt de vista numèric).

## Història
Les equacions d'Euler van aparèixer per primera vegada en forma publicada a l'article d'Euler "Principes généraux du mouvement des fluides", publicat a Mémoires de l'Académie des Sciences de Berlin el 1757  (tot i que Euler havia presentat prèviament el seu treball a l'Acadèmia de Berlín el 1752).  Els treballs anteriors van incloure contribucions de la família Bernoulli, així com de Jean le Rond d'Alembert.
Les equacions d'Euler van ser de les primeres equacions diferencials parcials que es van escriure, després de l'equació d'ona. En l'obra original d'Euler, el sistema d'equacions consistia en les equacions de moment i continuïtat, i per tant estava indeterminat excepte en el cas d'un flux incompressible. Una equació addicional, anomenada condició adiabàtica, va ser proporcionada per Pierre-Simon Laplace el 1816.
Durant la segona meitat del segle XIX, es va descobrir que l'equació relacionada amb el balanç d'energia s'ha de mantenir en tot moment per a fluxos compressibles, i la condició adiabàtica és una conseqüència de les lleis fonamentals en el cas de solucions llises. Amb el descobriment de la teoria especial de la relativitat, els conceptes de densitat d'energia, densitat de moment i tensió es van unificar en el concepte del tensor tensió-energia, i l'energia i el moment també es van unificar en un sol concepte, el vector energia-moment.

## Equacions d'Euler incompressibles amb densitat constant i uniforme
En forma convectiva (és a dir, la forma amb l'operador convectiu explícit a l'equació de moment), les equacions d'Euler incompressibles en cas de densitat constant en el temps i uniforme en l'espai són:
Equacions d'Euler incompressibles amb densitat constant i uniforme:
{\displaystyle {\begin{aligned}{D\mathbf {u}  \over Dt}&=-\nabla w+\mathbf {g} \\\nabla \cdot \mathbf {u} &=0\end{aligned}}}
on:
- {\displaystyle \mathbf {u} } és el vector de velocitat del flux, amb components en un espai N -dimensional {\displaystyle u_{1},u_{2},\dots ,u_{N}} ,
- {\displaystyle {\frac {D{\boldsymbol {\Phi }}}{Dt}}={\frac {\partial {\boldsymbol {\Phi }}}{\partial t}}+\mathbf {v} \cdot \nabla {\boldsymbol {\Phi }}}, per a una funció (o camp) genèrica {\displaystyle {\boldsymbol {\Phi }}} denota la seva derivada material en el temps respecte al camp advectiu {\displaystyle \mathbf {v} } i
- {\displaystyle \nabla w} és el gradient del treball termodinàmic específic (en el sentit de per unitat de massa), el terme de la font interna, i
- {\displaystyle \nabla \cdot \mathbf {u} } és la divergència de la velocitat del flux.
- {\displaystyle \mathbf {g} } representa les acceleracions del cos (per unitat de massa) que actuen sobre el continu, per exemple la gravetat, les acceleracions inercials, l'acceleració del camp elèctric, etc.

La primera equació és l'equació de la quantitat de moment d'Euler amb densitat uniforme (per a aquesta equació tampoc podria ser constant en el temps). En expandir la derivada material, les equacions esdevenen: {\displaystyle {\begin{aligned}{\partial \mathbf {u}  \over \partial t}+(\mathbf {u} \cdot \nabla )\mathbf {u} &=-\nabla w+\mathbf {g} ,\\\nabla \cdot \mathbf {u} &=0.\end{aligned}}}De fet, per a un flux amb densitat uniforme
{\displaystyle \rho _{0}} es compleix la següent identitat: {\displaystyle \nabla w\equiv \nabla \left({\frac {p}{\rho _{0}}}\right)={\frac {1}{\rho _{0}}}\nabla p,} on {\displaystyle p} és la pressió mecànica. La segona equació és la restricció incompressible, que indica que la velocitat del flux és un camp solenoidal (l'ordre de les equacions no és causal, però subratlla el fet que la restricció incompressible no és una forma degenerada de l'equació de continuïtat, sinó de l'equació d'energia, com es veurà clar a continuació). Notablement, l'equació de continuïtat també seria necessària en aquest cas incompressible com a tercera equació addicional en cas que la densitat variés en el temps o variés en l'espai. Per exemple, amb una densitat no uniforme a l'espai però constant en el temps, l'equació de continuïtat que s'afegiria al conjunt anterior correspondria a: {\displaystyle {\frac {\partial \rho }{\partial t}}=0.}Així doncs, el cas de densitat constant i uniforme és l'únic que no requereix l'equació de continuïtat com a equació addicional independentment de la presència o absència de la restricció incompressible. De fet, el cas de les equacions d'Euler incompressibles amb densitat constant i uniforme que es discuteix aquí és un model de joguina que només presenta dues equacions simplificades, per la qual cosa és ideal per a finalitats didàctiques fins i tot si té una rellevància física limitada.
Les equacions anteriors representen, doncs, respectivament la conservació de la massa (1 equació escalar) i la quantitat de moviment (1 equació vectorial que conté {\displaystyle N} components escalars, on {\displaystyle N} és la dimensió física de l'espai d'interès). La velocitat del flux i la pressió són les anomenades variables físiques.
En un sistema de coordenades donat per {\displaystyle \left(x_{1},\dots ,x_{N}\right)} els vectors de velocitat i força externa {\displaystyle \mathbf {u} } i {\displaystyle \mathbf {g} } tenen components {\displaystyle (u_{1},\dots ,u_{N})} i {\displaystyle \left(g_{1},\dots ,g_{N}\right)}, respectivament. Aleshores, les equacions es poden expressar en notació de subíndex com:
{\displaystyle {\begin{aligned}{\partial u_{i} \over \partial t}+\sum _{j=1}^{N}{\partial \left(u_{i}u_{j}+w\delta _{ij}\right) \over \partial x_{j}}&=g_{i},\\\sum _{i=1}^{N}{\partial u_{i} \over \partial x_{i}}&=0.\end{aligned}}}
on el {\displaystyle i} i {\displaystyle j} els subíndexs etiqueten els components espacials N -dimensionals, i {\displaystyle \delta _{ij}} és el delta de Kroenecker. L'ús de la notació d'Einstein (on la suma està implícita en índexs repetits en lloc de la notació sigma) també és freqüent.
forma adimensional:
{\displaystyle {\begin{aligned}{D\mathbf {u}  \over Dt}&=-\nabla w+{\frac {1}{\mathrm {Fr} }}{\hat {\mathbf {g} }}\\\nabla \cdot \mathbf {u} &=0\end{aligned}}}
forma de conservació o euleriana:
{\displaystyle {\frac {\partial }{\partial t}}{\begin{pmatrix}\mathbf {u} \\0\end{pmatrix}}+\nabla \cdot {\begin{pmatrix}\mathbf {u} \otimes \mathbf {u} +w\mathbf {I} \\\mathbf {u} \end{pmatrix}}={\begin{pmatrix}\mathbf {g} \\0\end{pmatrix}}}

## Equacions d'Euler incompressibles
En forma convectiva, les equacions d'Euler incompressibles en el cas de la variable de densitat a l'espai són:
{\displaystyle {\begin{aligned}{D\rho  \over Dt}&=0\\{D\mathbf {u}  \over Dt}&=-{\frac {\nabla p}{\rho }}+\mathbf {g} \\\nabla \cdot \mathbf {u} &=0\end{aligned}}}
on les variables addicionals són:
- {\displaystyle \rho } és la densitat de massa del fluid,
- {\displaystyle p} és la pressió, {\displaystyle p=\rho w}.

forma de conservació o euleriana:
{\displaystyle {\frac {\partial }{\partial t}}{\begin{pmatrix}\rho \\\mathbf {j} \\0\end{pmatrix}}+\nabla \cdot {\begin{pmatrix}\mathbf {j} \\\mathbf {j} \otimes {\frac {1}{\rho }}\,\mathbf {j} +p\mathbf {I} \\{\frac {\mathbf {j} }{\rho }}\end{pmatrix}}={\begin{pmatrix}0\\\mathbf {f} \\0\end{pmatrix}}}

## Equacions d'Euler
En forma convectiva diferencial, les equacions d'Euler compressibles (i més generals) es poden escriure breument amb la notació derivada material:
{\displaystyle {\begin{aligned}{D\rho  \over Dt}&=-\rho \nabla \cdot \mathbf {u} \\[1.2ex]{\frac {D\mathbf {u} }{Dt}}&=-{\frac {\nabla p}{\rho }}+\mathbf {g} \\[1.2ex]{De \over Dt}&=-{\frac {p}{\rho }}\nabla \cdot \mathbf {u} \end{aligned}}}
on les variables addicionals aquí són:
{\displaystyle e} és l'energia interna específica (energia interna per unitat de massa).
Les equacions anteriors representen, doncs, la conservació de la massa, el moment i l'energia: l'equació d'energia expressada en la variable energia interna permet entendre el vincle amb el cas incompressible, però no es troba en la forma més simple. La densitat de massa, la velocitat del flux i la pressió són les anomenades variables convectives (o variables físiques o variables lagrangianes), mentre que la densitat de massa, la densitat de moment i la densitat d'energia total són les anomenades variables conservades (també anomenades variables eulerianes o matemàtiques).